# Fistulinella nivea
Fistulinella nivea är en svampart som först beskrevs av G. Stev., och fick sitt nu gällande namn av Rolf Singer 1983. Fistulinella nivea ingår i släktet Fistulinella och familjen Boletaceae.   Inga underarter finns listade i Catalogue of Life.

## Bildgalleri

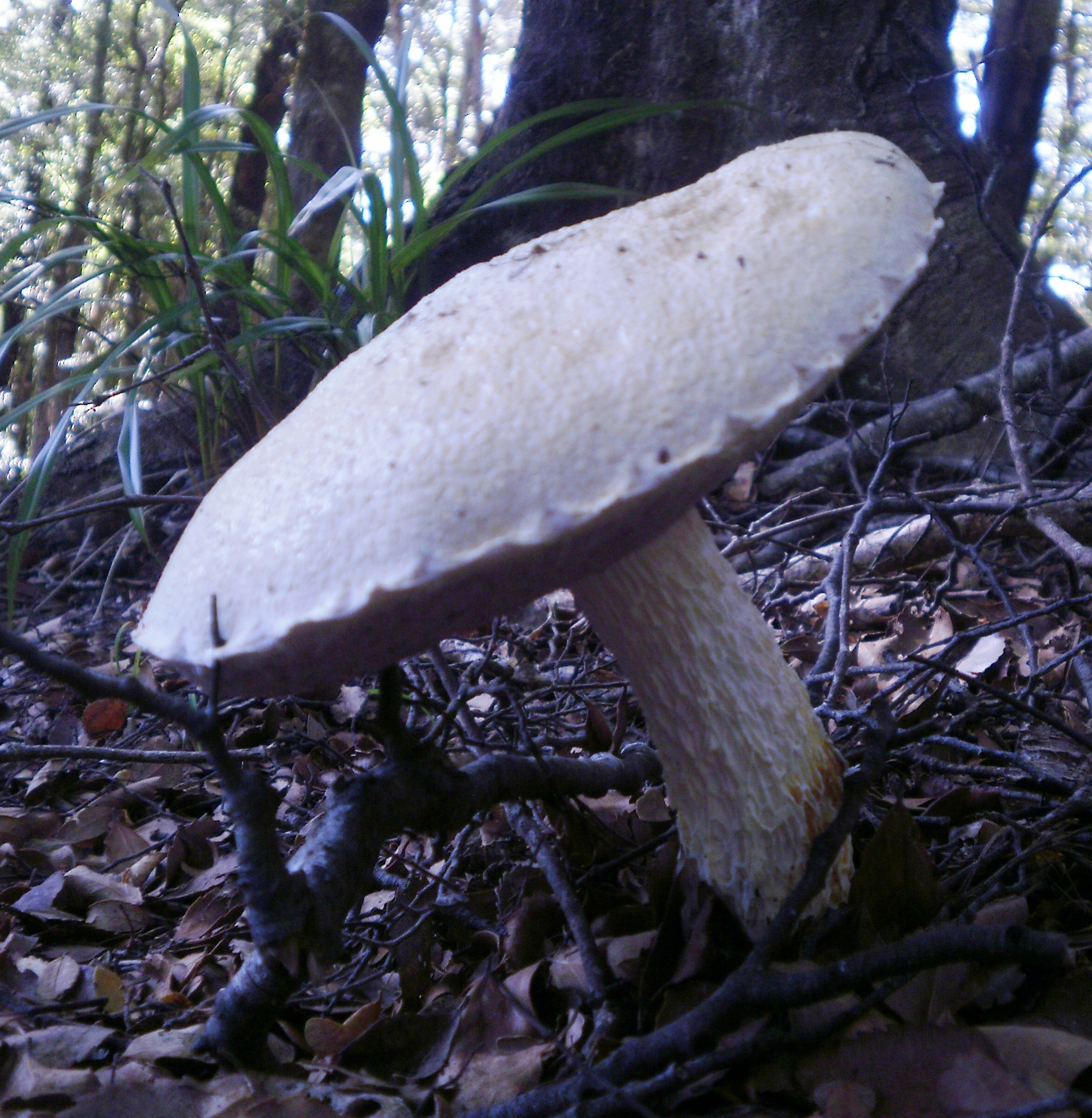